# Ривер-Сесс (графство)
Ривер-Сесс (англ. River Cess) — одно из графств Либерии. Административный центр — город Сестос-Сити.

## География
Расположено в центральной части страны. Граничит с графствами: Сино и Нимба (на востоке), Гранд-Баса (на севере и западе). На юге и юго-западе омывается водами Атлантического океана. Площадь составляет 5 594 км².

## Население
Население по данным на 2008 год — 65 862 человек; плотность населения — 11,78 чел./км².

## Административное деление
Графство делится на 8 округов (население — 2008 г.):
- Бирвор (Bearwor) (3 854 чел.)
- Центральный Ривер-Сесс (Central River Cess) (8 303 чел.)
- Додайн (Doedain) (13 041 чел.)
- Фен-Ривер (Fen River) (12 630 чел.)
- Джо-Ривер (Jo River) (8 921 чел.)
- Норвейн (Norwein) (13 900 чел.)
- Сам-Гбалор (Sam Gbalor) (3 714 чел.)
- Зартлан (Zartlahn) (7 146 чел.)